# Konstantin II (kejsare)
Konstantin II, egentligen Flavius Claudius Constantinus, född i februari 316 i Arelate, död 340 i närheten av Cervignano del Friuli, var en romersk kejsare.
Kontantin II föddes i Arles som äldste sonen till Konstantin den store och Fausta och sedermera bror till Constantius II och Constans. Redan som spädbarn utnämndes han till cæsar. Som barn fick han Gallien som sin riksdel att styra och deltog i fälttåg mot germaner och sarmater. Vid faderns död år 337 delades riket mellan de tre bröderna och Konstantin II erhöll Gallien, Britannien och Spanien. Han var under en tid förmyndare åt Constans och när brodern skakat av sig detta krävde Konstantin II Italien och Afrika av honom. Constans avslog begäran och Konstantin II anföll då Italien. Han blev dock grundligt besegrad och stupade i slaget vid Aquileja.